# Evilard
Evilard ou Évilard (en allemand : Leubringen), est une commune suisse du canton de Berne, située dans l'arrondissement administratif de Bienne.

## Géographie
Elle est formée par les localités d'Evilard et de Macolin. La localité d'Evilard est située à 1 kilomètre à vol d’oiseau de Bienne, à une altitude moyenne de 698 mètres. Celle de Macolin est située à 875 mètres d’altitude.
Le point inférieur de la commune est de 620 m à Evilard (chemin sur Beaumont), alors que son point supérieur est à 1 070 m à Macolin (Hohmatt).
Elle dispose d’une école française et d’une école allemande ainsi que d'une classe de jardin d'enfants bilingue.

## Toponymie
Le nom français de la commune, qui s'écrit Evilard ou Évilard et dont la plus ancienne attestation écrite date de 1434 sous la forme de Eweller, est plus ancien que le nom allemand, Leubringen (les Alémaniques colonisent la région de Bienne au IXe siècle). Il dérive vraisemblablement d’un nom de personne germanique et du nom commun roman villāre, qui désigne un domaine, un hameau voire de simples fondations.
Le nom allemand de la commune, Leubringen, dont la plus ancienne attestation écrite date de 1300 sous la forme de Lömeringen,  dérive vraisemblablement d’un nom de personne germanique, peut-être le nom composé Leobmar, et du suffixe toponymique germanique -ingun, qui désigne ceux qui appartiennent à un clan.

## Histoire

Photo aérienne (1954).

La première mention écrite de la commune remonte à l’an 1300, sous le nom de Lomeringen. Le nom du village de Macolin est certainement d'origine burgonde. Il est connu depuis 1305, et s'écrivait alors Macalingen ; en 1342, il devint Macoleyn, puis Maglingen, en 1536, et Mahlingen, en 1856.
De 1798 à 1815, Evilard a fait partie de la France, au sein du département du Mont-Terrible, puis, à partir de 1800, du département du Haut-Rhin, auquel le département du Mont-Terrible fut rattaché. Par décision du congrès de Vienne, la commune d'Evilard fut attribuée au canton de Berne en 1815 et incorporée au district de Nidau. En 1832, la commune a rejoint le district bilingue de Bienne.
En 1902, les habitants d’Evilard refusent un projet de fusion avec la ville de Bienne.

## Écoles
- École primaire d'Evilard (école bilingue, environ 250 élèves).
- À Macolin se trouve l'Office fédéral du sport.

## Économie
- Montres Delance

## Institutions politiques
La commune est représentée au Conseil des affaires francophones du district bilingue de Bienne, communément appelé le CAF. Il s'agit d'une institution politique non parlementaire qui a pour rôle d'exercer les compétences particulières attribuées par le canton de Berne à la minorité francophone du district de Bienne, soit la ville de Bienne et la commune d'Evilard.

## Personnalités
- Willy Burkhard (1900–1955), compositeur.
- Henri Dubuis (als) (1906-2003), architecte qui a construit la Maison du peuple à Bienne.
- Irmi Rey-Stocker (1929-), médecin.
- Ernst Hirt, ancien directeur de l’École fédérale de sport[5].
- Valérie Favre (° 1959), peintre et professeure d'Art.
- Pascal Gygax (1974-) psycholinguiste.
- Sacha Guerne (1979-) joueur de hockey sur glace.

## Transports
- Funiculaires : un reliant Evilard à Bienne et un reliant Macolin à Bienne. Un service de bus local gratuit relie également les localités d'Evilard et de Macolin.

## Langues
Entre 1860 et 1880, la commune était francophone puis elle a changé plusieurs fois de « région linguistique ». Depuis 1950, Evilard est majoritairement germanophone.
En 2000, il y a environ 60 % de germanophones et 40 % de francophones.